# Rita Kernn-Larsen
Rita Kernn-Larsen (1. januar 1904 i Hillerød – 10. april 1998 i København) er en dansk maler.

## Baggrund
Rita Kernn-Larsen begyndte sin kunstneriske uddannelse på Statens Tegneskole i Oslo 1924–25. I 1926 kom hun ind på Det Kongelige Danske Kunstakademi i København, men afbrød studierne og flyttede til Paris i 1929. Her kom hun i mesterlære hos Fernand Léger på hans Académie Moderne og lærte komposition fra grunden. I 1933 vendte hun tilbage til Danmark, hvor hun kom ind i den surrealistiske kreds omkring tidskriftet linien. Hun blev dog ikke i Danmark, men vendte tilbage til Paris og under krigen boede hun i London med sin mand Isak Grünberg. Efter krigen bosatte de sig i Sydfrankrig.

## Kunstnerisk praksis
Rita Kernn-Larsen arbejdede som surrealist i cirka ti år fra 1935 til omkring 1945. I den periode var hun del af den internationale bevægelse og deltog i flere skelsættende udstillinger i Paris, London, New York og hjemme i København og i Halmstad. Rita Kernn-Larsens surrealisme er præget af en leg med og udvikling af poetiske og organiske former, men der er også megen humor i hendes motiver. Hun har meget til fælles med surrealister som Yves Tanguy og Joan Miro og mindre med Salvador Dalis ‘psykofotografiske’ surrealisme. Efter krigen opgav hun det surrealistiske formsprog og bevægede sig over i en mere konstruktiv landskabstradition.

## Udstillinger
Rita Kernn-Larsen havde sin debutudstilling i 1934 hos Chr. Larsens Kunsthandel i København. Hun deltog derefter på den navnkundige internationale udstilling Kubisme–Surrealisme i Den Frie Udstillingsbygning (1935). På det tidspunkt var hun sprunget ud som genuin surrealist. Senere kom udstillinger som Fantastic Art, Dada and Surrealism (MoMA, New York, 1936) samt den skandaleombruste Exposition Internationale du Surréalisme (Galerie Beaux-Arts, Paris, 1938). Og i London havde hun blandt andet en soloudstilling på Peggy Guggenheims nyåbnede galleri Guggenheim Jeune (1938). I 1970’erne og 1980’erne blev hendes surrealistiske periode genstand for fornyet interesse fra internationale forskere og hun kom med på udstillingen Surrealismen i Danmark (Statens Museum for Kunst, 1986) og La femme et la surréalisme (Museé cantonal des Beaux-Arts, Lausanne, 1987). Tre år inden sin død opnåede hun at blive genstand for en retrospektiv udstilling i Danmark, da Randers Kunstmuseum lavede udstillingen Rita Kernn-Larsen – En international dansk surrealist (1995) kurateret af Birgit Hessellund.
I 2018 have Gammel Strand udstillingen "Kvindernes surrealisme" en fælles udstilling med Rita Kernn-Larsen, Franciska Clausen og Elsa Thoresen. I 2019 have Kunsten i samarbejde med Gl. Holtegaard en soloudstilling navngivet SOLO. Louisiana havde i sommeren 2020 udstillingen "Fantastiske Kvinder", hvor Rita Kernn-Larsen var repræsenteret.

## Repræsenteret
Rita Kernn-Larsen er repræsenteret på Statens Museum for Kunst; Museum Sønderjylland; KUNSTEN Museum of Modern Art Aalborg; Randers Kunstmuseum samt i Peggy Guggenheim Collection, Venedig og The Israel Museum, Jerusalem.

## Legater
- Statens Kunstfond, 1990

## Udgivelser
- Harald Ditzel: “Genopdaget dansk surrealist.” Billedkunst, nr. 4 1967, pp. 4–5.
- José Vovelle: “Entretien avec Rita Kernn Larsen” in Obliques - La Femme surréaliste, no. 14-15, éditions Borderie, Nyons, 1977, pp. 47–53.
- Whitney Chadwick: Women Artists and the Surrealist Movement. London: Thames and Hudson, 1985.
- Surrealismen i Danmark, 1930-1950. København: Statens Museum for Kunst, 1986.
- Birgit Hessellund: Rita Kernn-Larsen – En international dansk surrealist. Randers: Randers Kunstmuseum, 1995.
- Ulla Angkjær Jørgensen: “Rita Kernn-Larsen: surrealistisk selvportræt.” Passepartout 36, 2015, pp. 29–43.